# El Jonote
El Jonote är en ort i Mexiko.   Den ligger i kommunen Xicotepec och delstaten Puebla, i den sydöstra delen av landet, 150 km nordost om huvudstaden Mexico City. El Jonote ligger 862 meter över havet och antalet invånare är 132.
Terrängen runt El Jonote är huvudsakligen kuperad, men norrut är den bergig. Runt El Jonote är det ganska tätbefolkat, med 86 invånare per kvadratkilometer. Närmaste större samhälle är Huauchinango, 15,2 km väster om El Jonote. I omgivningarna runt El Jonote växer i huvudsak städsegrön lövskog.